# Coinco
Coinco es una comuna de la zona central de Chile, ubicada en la Región del Libertador General Bernardo O'Higgins, específicamente en la provincia de Cachapoal. Administrativamente limita al este con la comuna de Olivar y Requínoa; al norte con las comunas de Doñihue y Coltauco; al oeste con la comuna de San Vicente de Tagua Tagua y hacia el Sur con las comunas de Rengo y Quinta de Tilcoco.
Actualmente conforma junto a las comunas de Rancagua, Mostazal, Graneros, Codegua, Machalí, Requínoa, Rengo, Olivar, Doñihue, Quinta de Tilcoco, Coltauco y Malloa el distrito electoral N°15 y la 8.ª circunscripción senatorial (O'Higgins). Desde el 28 de junio de 2021, su alcalde es el Sr. Juan Abarca Padilla.

## Etimología
El nombre de Coinco significa "Agua del arenal". proviene del mapudungum "Coyún" que significa Arena o arenal y "Co" que significa Agua. Durante algún tiempo erróneamente se traducía como "entre aguas", "Co-in-co" (Co=agua, in=entre y co=agua) pero esta teoría suponía que el vocablo "in" significaba entre, aspecto que no existe como antecedente en el idioma mapudungun. El nombre proviene de las abundantes reservas de agua que surgen de napas subterráneas.

## Historia
Desde un principio en el valle se organizaron colonias de agricultores, alfareros y tejedores, los que eran principalmente picunches, quienes fueron invadidos por los quechuas, quienes entregaron nuevos conocimientos a la agricultura y la economía, fundamentalmente en la extracción de minerales que existían en el distrito, lo que les permitió fabricar herramientas y ornamentos. La invasión inca aunque por corto período, dejó su impronta en la zona y se asimila en la cultura local mejorando diversas técnicas, en particular la agricultura.
Estrechamente unido a Copequén, Coinco fue un curacazgo incaico, lugar donde se asentó el curaca o representante del Inca, convirtiendo a la región bajo un régimen político de señoríos y con el gobernador curaca radicado en Copequén en el centro administrativo y de poder más importante desde el Mapocho hasta el Maule. Gran parte del actual territorio de la comuna de Coinco corresponde al antiguo "Pueblo de Indios" de Copequén, el de más antiguo poblamiento figurado en el año 1580 en la relación del Obispo Fray Diego de Medellín. Su primer encomendero (1540) fue el teniente español Pedro de Miranda, quien llegó a mandar desde Cachapoal al río Claro. El trazado de la Villa tiene un claro origen indígena, sin embargo, se destaca el rasgo de la fachada continua en muchos sectores, al igual que los corredores hacia la calle (Patrimonio Arquitectónico de la Sexta Región 1999).
Era llamada Aldea de Coihuinco hasta 1872, cuando recibió el título de villa.
Hasta el término de la dominación española territorialmente dependió de la provincia de Colchagua. Hasta 1891 fue una subdelegación dependiente del Departamento de Caupolicán, hasta que el 22 de diciembre de ese mismo año fue declarada comuna y su cabecera, el Pueblo de Coinco, declarada villa el 9 de noviembre de 1877. Con el tiempo se estableció una viceparroquia, debido al aumento de población y la entrega de tierras se construyó la primera iglesia en 1868, que fue seriamente dañada por el terremoto de 1985, siendo reconstruida años después, aunque con el terremoto de 2010 su torre fue destruida prácticamente en su totalidad.
Francisco Astaburoaga en 1899 en su Diccionario Geográfico de la República de Chile: 156  escribió sobre el lugar:

Coinco.-—Villa del departamento de Caupolicán, situada por los 34° 17' Lat. y 70° 59' Lon. Yace inmediata á la ribera sur del Río Seco ó brazo austral de Cachapual, á 18 ó 20 kilómetros hacia el NNO. de su capital Rengo: al NE. tiene vecino el cerro de su nombre ó de las Petacas, que se interpone entre ella y la aldea del Olivar. Está asentada sobre un plano de 357 metros de altitud, y contiene una iglesia erigida en 1871, dos escuelas primarias, oficinas de correo y registro civil y 1,100 habitantes. Fué un antiguo caserío, que algunos denominaban aldea de Coihuinco, la cual, mediante sus últimos adelantos y cultivo del contorno, obtuvo el título de villa en 9 de noviembre de 1872.

El geógrafo Luis Risopatrón describe a Coinco como una ‘villa’ en su libro Diccionario Jeográfico de Chile en el año 1924:: 229 

Coinco (Villa) 34° 16' 70° 58'. De corto caserío, con servicio de correos, rejistro civil i escuelas públicas, se encuentra asentada en un plano, a 357 m de altitud, en la banda S del rio Seco, del Cachapoal, entre cultivados contornos, a unos 18 o 20 kilómetros hacia el NW del pueblo de Rengo; obtuvo el título de villa por decreto de 9 de diciembre de 1872.

## Medio ambiente

### Geomorfología y componentes abióticos

Trazado simplificado de los ecosistemas y cuerpos de agua presentes en la comuna de Coinco.

La comuna de Coinco se encuentra emplazada en la unidad geomorfológica de Cuenca de Rancagua; y presenta según la clasificación climática de Köppen clima mediterráneo de lluvia invernal (Csb). Esta además se halla en la cuenca hidrográfica de río Rapel. Además, la comuna posee diversos cuerpos de agua, entre los que se destacan el río Cachapoal.

### Componentes bióticos
Dentro del territorio de la comuna se puede encontrar el siguiente ecosistema:
- Bosque esclerófilo mediterráneo andino donde predominan Quillaja saponaria y Lithrea caustica (Vulnerable)

### Medidas de protección ambiental y conflictos socioambientales
Hasta 2022, la comuna de Coinco cuenta con un área territorial destinada a la protección ambiental:
- Cerros Islas Coinco (Sitios ERB)[12]

## Demografía
La comuna de Coinco abarca una superficie de 98 km². Su población asciende a 7359 habitantes (2017) correspondientes a 3630 mujeres y 3729 hombres, acogiendo a un 0,80 % de la población total de la región. De sus habitantes, un 35,9 % corresponde a población rural y 64,1 % a población urbana.

### Localidades
La comuna de Coinco se divide en cinco localidades; de este a oeste son:
- Copequén mpgn. Co:agua; Pequén: ave, su nombre científico es Athene cunicularia cunicularia y se distribuye desde la I (Pica) hasta la XIV (Valdivia) regiones de Chile. similar a la lechuza, es la menos nocturna de este tipo de rapaces, volando con igual facilidad tanto de día como de noche . Agua del Pequén.
- Coinco Centro Localidad cabecera de la comuna.
- Chillehue mpgn. Chilla: zorro, su nombre científico es Pseudalopex griseus y se distribuye desde la IX hasta la XII regiones de Chile. Es un pequeño cánido de pelaje grisáceo y poseedor de una gruesa cola, Hue: lugar. Lugar de Chillas (zorros)
- El Rulo Rulo: Tierra de secano o sin riego.
- Millahue mpgn. Milla: oro, Hue: lugar. Lugar de oro.

## Administración

### Municipalidad
La Ilustre Municipalidad de Coinco es dirigida en el periodo 2024-2028 por el alcalde Juan Abarca Padilla, quien es asesorado por la concejalía:
- Mauricio Aránguiz Moya (Frente Amplio)
- Carlos Ramos Araya (UDI)
- Joana Ramos Riveros (Frente Amplio)
- Héctor Orellana Sánchez (RN)
- Belén Atenas Gálvez (PS)
- Meliza Zúñiga Pérez (PS)

### Representación parlamentaria
Integró hasta el 10 de marzo de 2018 junto con las comunas de Mostazal, Graneros, Codegua, Machalí, Requínoa, Rengo, Olivar, Doñihue, Quinta de Tilcoco, Coltauco y Malloa el distrito electoral N.°33 y la 9.ª circunscripción senatorial (O'Higgins).
Actualmente Coinco pertenece al distrito electoral n.º 15 y a la 8.ª circunscripción senatorial (Región de O'Higgins). Es representada en la Cámara de Diputados del Congreso Nacional por los diputados Raúl Soto Mardones (PPD),  Diego Schalper Sepúlveda (RN), Marcela Riquelme Aliaga (IND-CS), Natalia Romero Talguia(IND-UDI) y Marta González Olea (IND-PPD)  en el periodo 2022-2026. A su vez, en el Senado la representan Alejandra Sepúlveda Orbenes (FREVS), Juan Luis Castro González (PS) y Javier Macaya Danús (UDI) en el periodo 2022-2030.

## Economía

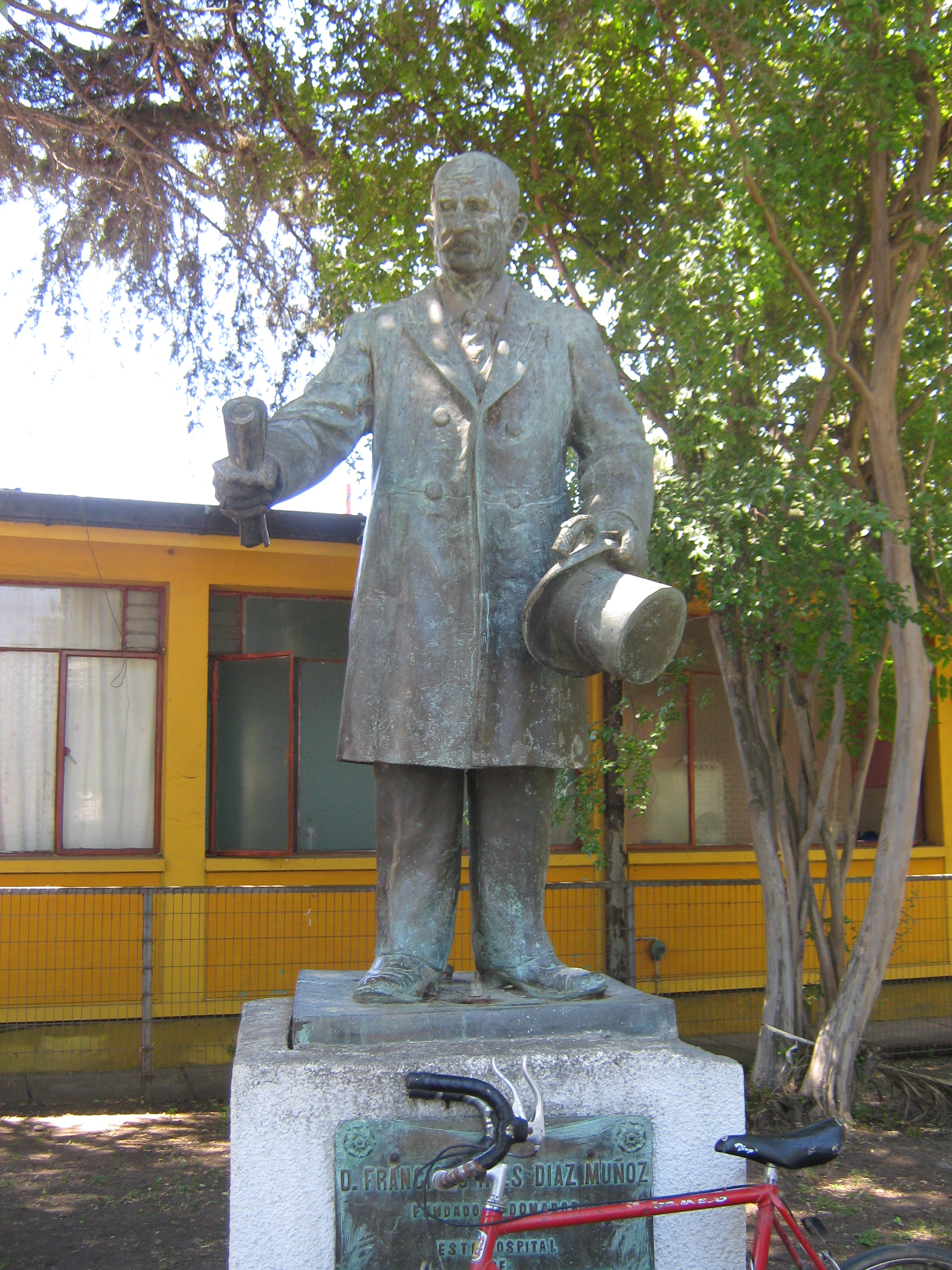
Monumento a Francisco Díaz Muñoz.

Tiene una actividad eminentemente agrícola. La principal actividad económica es la agricultura que se caracteriza por su desarrollo en pequeños establecimientos rurales, con bajo grado de inversión y capitalización, donde prevalecen las prácticas tradicionales de producción, con escaso uso de técnicas modernas, maquinaria e implementos agrícolas. Produce un limitado volumen de bienes que se destinan principalmente al consumo local.
La industria es muy incipiente, reduciéndose exclusivamente a producir bebidas gaseosas, artículos de panadería, confecciones y otros cuantos artículos destinados al consumo local. En esta comuna está ubicada la fuente de agua mineral Cachantún (mapudungún: piel hermosa). Es explotada de forma industrial desde 1920, y en 1960 fue comprada por la Compañía de Cervecerías Unidas (CCU).
El comercio, el transporte y los demás servicios se dinamizan en la medida en que evolucionan las actividades principales.
El turismo ofrece buenas perspectivas.

## Cultura y patrimonio
La comuna de Coinco se caracteriza por ser un espacio en el que se mantienen las tradiciones y se conserva un estilo de vida apartado del bullicio y el ajetreo. En la comuna se realizan un sinnúmero de actividades culturales que se enmarcan en el respeto y conservación de las tradiciones, aunque sin quitar espacios a la innovación y al emprendimiento.

### Arquitectura
En general el diseño arquitectónico del centro de Coinco obedece a una línea colonial. Con frontis de corredores y techos de tejas. Las casas antiguas son altas y de adobe, material usado que perdura en a arquitectura general de todo el pueblo. Por otra parte es necesario comentar que el trazado del pueblo no es el común - tablero de ajedrez de las conquistas españolas - sino el trazado indígena en línea, a cuyos costados se ubican la mayoría de las casas.
Algunos de sus principales atractivos arquitectónicos son la casa colonial que alberga hoy en día la I. Municipalidad de Coinco y la iglesia de la localidad; ambas construcciones se ubican frente a la plaza de la comuna.